# Grand Prix automobile de Pescara 1961
 (avril 2018).
Si vous disposez d'ouvrages ou d'articles de référence ou si vous connaissez des sites web de qualité traitant du thème abordé ici, merci de compléter l'article en donnant les références utiles à sa vérifiabilité et en les liant à la section « Notes et références ».
Le Grand Prix de Pescara 1961 s'est couru sur le circuit de Pescara le 15 août 1961. Il s'agissait d'une course hors-championnat réservée aux voitures de la catégorie « sport » et non aux monoplaces.

## Liste complète des engagés
| no  | Pilotes                              | Écurie                     | Châssis                  |
| --- | ------------------------------------ | -------------------------- | ------------------------ |
| 2   | Nino Vaccarella                      | Scuderia Serenissima       | Maserati Tipo 63         |
| 4   | Lorenzo Bandini Giorgio Scarlatti    | Scuderia Centro Sud        | Ferrari 250 TRI          |
| 6   | Lloyd Casner                         | Camoradi USA               | Maserati Tipo 61         |
| 8   | Joakim Bonnier                       | Scuderia Serenissima       | Maserati Tipo 63         |
| 10  | Georges Gachnang Maurice Caillet     | Privé                      | Ferrari 3000 S           |
| 12  | Richie Ginther Giancarlo Baghetti    | Scuderia Ferrari           | Ferrari D246 SP          |
| 14  | Karl Orthuber Edgar Barth            | Porsche Team               | Porsche 718 RS61         |
| 16  | Raffaello Rosati                     | Privé                      | Maserati Tipo 61         |
| 18  | Odoardo Govoni                       | Privé                      | Maserati Tipo 60         |
| 20  | Tommy Spychiger                      | Porsche Team               | Porsche 718 RS61         |
| 22  | Douglas Graham                       | Taylor & Crawley           | Lotus 15                 |
| 24  | Ludovico Scarfiotti                  | Pescara                    | OSCA S2000               |
| 26  | Peter Heath                          | Graham Whitehead           | Lotus 15                 |
| 28  | Colin Davis                          | Pescara                    | OSCA S1600               |
| 30  | Leandro Terra                        | Pescara                    | OSCA S1600               |
| 32  | Mennato Boffa                        | Privé                      | Maserati Tipo 60         |
| 34  | Luigi Pisano                         | Privé                      | Lancia Aurelia           |
| 36  | Willy Mairesse Pierre Dumay          | Privé                      | Ferrari 250 GT           |
| 38  | Alberico Cacciari Luigi Bertocco     | Scuderia Sant Ambroeus     | Ferrari 250 GT SWB       |
| 40  | Sergio Bettoja Sergio Pedretti       | Scuderia Sant Ambroeus     | Ferrari 250 GT SWB       |
| 42  | Luciano Conti                        | Scuderia Sant Ambroeus     | Ferrari 250 GT           |
| 44  | George Arents Sterling Hamill        | North American Racing Team | Ferrari 250 GT SWB       |
| 46  | Luigi Bertocco                       | Settecolli                 | Ferrari 250 GT           |
| 48  | Carlo-Maria Abate                    | Privé                      | Ferrari 250 GT SWB       |
| 52  | Roberto Lippi                        | Settecolli                 | Stanguellini 750 Sport   |
| 54  | Ermete Bosco                         | Pescara                    | Giaur                    |
| 56  | Umberto Bini                         | Scuderia Sant Ambroeus     | OSCA S1000               |
| 58  | Ada Pace Roberto Lippi               | Milano Racing Club         | Lotus 11                 |
| 60  | Giorgio Cecchini                     | Scuderia Sant Ambroeus     | Bandini                  |
| 62  | Renato Pirocchi                      | Scuderia Serenissima       | Fiat-Abarth 850          |
| 64  | Attilio Brandi Adolfo Tedeschi       | Clemente Biondetti         | OSCA S1000               |
| 66  | Massimo Natili                       | Privé                      | Giaur                    |
| 68  | Camillo Giuliani                     | Settecolli                 | Stanguellini 750 Sport   |
| 70  | Enzo Osella                          | Milano Racing Club         | OSCA S1000               |
| 72  | Sesto Leonardi Carlo Alberto Del Bue | Settecolli                 | OSCA S1000               |
| 74  | Ilario Bandini                       | Privé                      | Bandini                  |
| 76  | Lanzo Cussini Vittorio Venturi       | Scuderia Sant Ambroeus     | Fiat-Abarth 850          |
| 78  | Franco Bernabei                      | Settecoll                  | Giaur                    |
| 80  | Antonio Accardi                      | Privé                      | Alfa Romeo Giulietta SZ  |
| 82  | Checco D'Angelo                      | Pescara                    | Alfa Romeo Giulietta     |
| 84  | Roberto Dari                         | Aldo Lazio                 | Alfa Romeo Giulietta SVZ |
| 86  | Renzo Sinibaldi                      | Campidoglio                | Alfa Romeo Giulietta SZ  |
| 88  | Gianfranco Bonetto Vittorio Venturi  | Scuderia Sant Ambroeus     | Alfa Romeo Giulietta SZ  |
| 90  | Hans Bauer                           | Scuderia Sant Ambroeus     | Alfa Romeo Giulietta SZ  |
| 92  | Gianni Bulgari Maurizio Grana        | Campidoglio                | Alfa Romeo Giulietta     |
| 94  | Vittorio Marzotto                    | Scuderia Marzotto          | Ferrari 225 S            |
| 96  | Alessandro Zafferri                  | Scuderia Sant Ambroeus     | Alfa Romeo Giulietta     |
| 98  | Fernando Natella                     | Settecolli                 | Alfa Romeo Giulietta SV  |
| 100 | David Hobbs Bill Pickney             | Privé                      | Lotus Elite              |
| 102 | Sergio Pedretti Rinaldo Parmigiani   | Scuderia Sant Ambroeus     | Alfa Romeo Giulietta SV  |
| 104 | Giuseppe Dalla Torre                 | Privé                      | Alfa Romeo Giulietta SV  |
| 106 | Aldo Caretti                         | Privé                      | Alfa Romeo Giulietta SVZ |
| 108 | Manlio Santuccio                     | Aretusa                    | Alfa Romeo Giulietta SV  |
| 110 | Carlo Facetti                        | Scuderia Sant Ambroeus     | Alfa Romeo Giulietta     |
| 112 | Pietro Laureati Domenico Santoleri   | Pescara                    | Alfa Romeo Giulietta SV  |
| 114 | Albino Buticchi                      | Scuderia Sant Ambroeus     | Alfa Romeo Giulietta     |
| 116 | Alec Mylonadis Silvano Stefani       | Privé                      | Fairthorpe Electron      |
| 118 | Piero Frescobaldi Cesare Fiorio      | Jolly Club                 | Lancia Appia Zagato      |
| 120 | Gabrio Del Torre                     | Scuderia Sant Ambroeus     | Fairthorpe Electron      |
| 122 | Gianni Lado                          | Racing Club 19             | Lancia Appia Zagato      |
| 124 | Luciano Braccini                     | Privé                      | Lancia Appia Zagato      |
| 126 | Silvano Stefani                      | Privé                      | Lancia Appia Zagato      |
| 128 | Corrado Ferlaino                     | Pescara                    | Lancia Appia Zagato      |
| 150 | Gregorio Filippone                   | Etna                       | OSCA MT4 1100            |

## Résultats de la course
| Pos. | no  | Pilotes                                 | Écurie      | Tours | Temps/Abandon |
| ---- | --- | --------------------------------------- | ----------- | ----- | ------------- |
| 1    | 4   | Lorenzo Bandini Giorgio Scarlatti       | Ferrari     | 23    | temps inconnu |
| 2    | 14  | Karl Orthuber Edgar Barth               | Porsche     | 22    | +1 tour       |
| 3    | 32  | Mennato Boffa                           | Maserati    | 22    | +1 tour       |
| 4    | 44  | George Arents Sterling Hamill           | Ferrari     | 22    | +1 tour       |
| 5    | 28  | Colin Davis                             | O.S.C.A.    | 21    | +2 tours      |
| 6    | 40  | Sergio Bettoja Sergio Pedretti          | Ferrari     | 21    | +2 tours      |
| 7    | 38  | Alberico Cacciari Luigi Bertocco        | Ferrari     | 21    | +2 tours      |
| 8    | 56  | Umberto Bini                            | O.S.C.A.    | 20    | +3 tours      |
| 9    | 114 | Albino Buticci                          | Alfa Romeo  | 20    | +3 tours      |
| 10   | 92  | Gianni Bulgari Maurizio Grana           | Alfa Romeo  | 20    | +3 tours      |
| 11   | 62  | Renato Pirocchi                         | Fiat-Abarth | 20    | +3 tours      |
| 12   | 10  | Georges Gachnang Maurice Caillet        | Ferrari     | 20    | +3 tours      |
| 13   | 30  | Leandro Terra                           | O.S.C.A.    | 20    | +3 tours      |
| 14   | 110 | Carlo Facetti                           | Alfa Romeo  | 20    | +3 tours      |
| 15   | 76  | Lanzo Cussini Vittorio Venturi          | Fiat-Abarth | 20    | +3 tours      |
| 16   | 96  | Alessandro Zafferri                     | Alfa Romeo  | 20    | +3 tours      |
| 17   | 90  | Hans Bauer                              | Alfa Romeo  | 20    | +3 tours      |
| 18   | 85  | Renzo Sinibaldi                         | Alfa Romeo  | 20    | +3 tours      |
| 19   | 102 | Sergio Pedretti Rinaldo Parmigiani      | Alfa Romeo  | 20    | +3 tours      |
| 20   | 64  | Attili0 Brandi Adolfo Tedeschi          | O.S.C.A.    | 20    | +3 tours      |
| 21   | 112 | Pietro Laureati Domenico Santoleri      | Alfa Romeo  | 19    | +4 tours      |
| 22   | 96  | Fernando Natella                        | Alfa Romeo  | 19    | +4 tours      |
| 23   | 118 | Piero Frescobaldi Cesare Fiorio         | Lancia      | 19    | +4 tours      |
| 24   | 128 | Corrado Ferlaino                        | Lancia      | 19    | +4 tours      |
| 25   | 106 | Aldo Caretti                            | Alfa Romeo  | 19    | +4 tours      |
| 26   | 34  | Luigi Pisano                            | Lancia      | 17    | +6 tours      |
| 27   | 84  | Roberto Dari                            | Alfa Romeo  | 17    | +6 tours      |
| 28   | 150 | Gregorio Filippone                      | O.S.C.A.    | 17    | +6 tours      |
| Abd. | 48  | Carlo-Maria Abate                       | Ferrari     | 15    |               |
| Abd. | 6   | Lloyd Casner                            | Maserati    | 14    |               |
| Abd. | 88  | Gianfranco Bonetto Giuseppe Dalla Torre | Alfa Romeo  | 13    |               |
| Abd. | 116 | Alec Mylonadis Silvano Stefani          | Fairthorpe  | 12    |               |
| Abd. | 12  | Richie Ginther Giancarlo Baghetti       | Ferrari     | 10    |               |
| Abd. | 2   | Nino Vaccarella                         | Maserati    | 8     |               |
| Abd. | 98  | Michele Allegrini                       | Alfa Romeo  | 7     |               |
| Abd. | 58  | Ada Pace Roberto Lippi                  | Lotus       | 6     |               |
| Abd. | 20  | Tommy Spychiger                         | Porsche     | 3     |               |
| Abd. | 24  | Ludovico Scarfiotti                     | O.S.C.A.    | 3     |               |
| Abd. | 36  | Willy Mairesse Pierre Dumay             | Ferrari     | 2     |               |
| Abd. | 100 | David Hobbs Bill Pickney                | Lotus       | 1     |               |
| Abd. | 8   | Joakim Bonnier                          | Maserati    | 1     |               |
| Abd. | 16  | Raffaello Rosati                        | Maserati    | 1     |               |
| Abd. | 120 | Gabrio Del Torre                        | Fairthorpe  | 1     |               |
| Abd. | 124 | Luciano Braccini                        | Lancia      | 1     |               |
| Abd. | 60  | Giorgio Cecchini                        | Bandini     | 1     |               |
| Abd. | 72  | Sesto Leonardi Carlo Alberto Del Blue   | O.S.C.A.    | 1     |               |
| Abd. | 108 | Manlio Santuccio                        | Alfa Romeo  | 1     |               |

Légende :
- Abd.= Abandon

## Pole position et record du tour
- Pole position : Richie Ginther et Giancarlo Baghetti (Scuderia Ferrari)[2].
- Tour le plus rapide : Richie Ginther (Scuderia Ferrari)[2].